# Església de Sant Andreu (Tenerife)
L'Església de Sant Andreu Apòstol se situa a la localitat costanera de San Andrés, a Santa Cruz de Tenerife (Canàries, Espanya). És un temple catòlic construït al segle xvii sobre una ermita anterior de principis del segle xvi. Aquesta primitiva ermita va ser un dels temples cristians més antics de l'illa de Tenerife.
Entre 1662 i 1680 es va reconstruir l'antiga ermita, donant-se-cos d'església. En 1747 va ser declarada parròquia. L'església, d'arquitectura popular canària, està pintada de blanc i té sostre de teula. El campanar i l'arc d'entrada estan construïts de tova volcànica vermella de la mateixa vall de San Andrés.
Posseeix moltes imatges religioses, entre elles: Sant Andreu Apòstol (sant patró de la localitat), Santa Llúcia de Siracusa, la Mare de Déu del Carme (copatrona), Santa Rita de Càscia, etc. A més la imatge de Crist crucificat fet de fusta de taronger el 1882 per un escultor local que patia ceguesa. Aquesta escultura, coneguda com a Santo Cristo del Cegato es troba en un lateral de l'altar major del temple. També posseeix un esplèndid tabernacle de plata i l'altar de les Ànimes del Purgatori.